# Luis Camnitzer
Luis Camnitzer (Lubecca, 1937) è un artista uruguaiano di origine tedesca.

## Biografia
Luis Camnitzer nasce nel 1937 a Lubecca, Germania. Trascorre l'infanzia a Montevideo, Uruguay dove la sua famiglia, di origine ebraica, si trasferisce nel 1939 per sfuggire al Nazismo. Studia architettura e scultura presso la Scuola Nazionale di Belle Arti dell'Università della Repubblica di Montevideo, e poi scultura e pittura all'Accademia delle belle arti di Monaco di Baviera, da cui riceve una borsa di studio nel 1957. Nel 1961 riceve la Guggenheim Fellowship per la stampa e nel 1964 si sposta a New York. Qui fonda insieme a Liliana Porter e José Guillermo Castillo il New York Graphic Workshop, uno studio che indaga la natura matematica e ripetitiva dell'incisione e si propone di promuoverla come forma di arte contemporanea.
Dal 1969 insegna alla State University of New York. A partire dagli anni Sessanta tiene numerose mostre collettive e individuali negli Stati Uniti, in America Latina e in Europa. Nel 1982 riceve la Guggenheim Fellowship per le arti visive. Partecipa alla Biennale dell'Avana (1984, 1986 e 1991), alla Biennale di Venezia (1988), alla Biennale di San Paolo (1996) e a documenta (2002). Nel 2002 vince il Premio Konex Mercosur e nel 2012 quello di United States Artists. Le sue opere sono state esposte in musei internazionali fra cui il Museum of Modern Art di New York e la Tate Modern di Londra.

## Pubblicazioni
- (EN) New Art of Cuba, University of Texas Press, 2003  [1994], ISBN 978-0292705173.
- (EN) Conceptualism in Latin American Art: Didactics of Liberation, University of Texas Press, 2007, ISBN 978-0292716292.
- (ES) De la Coca-Cola al arte boludo, selección y edición: Gonzalo Pedraza, Metales Pesados, 2009, ISBN 978-9568415259.
- (EN) On Art, Artists, Latin America, and Other Utopias, University of Texas Press, 2014, ISBN 978-0292760905.
- (EN) Luis Camnitzer in Conversation with Alexander Alberro, Fundación Cisneros, 2014, ISBN 978-0982354490.